# Клосова веверица
Клосова веверица (лат. Callosciurus albescens) је сисар из реда глодара (Rodentia) и породице веверица (Sciuridae). 

## Распрострањење
Ареал врсте је ограничен на северни део острва Суматра у Индонезији, које је једино познато природно станиште врсте.

## Станиште
Станиште врсте су шуме. Врста је присутна на подручју острва Суматра у Индонезији. 

## Угроженост
Подаци о распрострањености ове врсте су недовољни.